# Município de Eaton (condado de Lorain, Ohio)
O município de Eaton (em inglês: Eaton Township) é um município localizado no condado de Lorain no estado estadounidense de Ohio. No ano 2010 tinha uma população de 5750 habitantes e uma densidade populacional de 96,55 pessoas por km².

## Geografia
O município de Eaton encontra-se localizado nas coordenadas 41° 19′ 13″ N, 82° 00′ 38″ O. Segundo o Departamento do Censo dos Estados Unidos, o município tem uma superfície total de 59.55 km², da qual 59,35 km² correspondem a terra firme e (0,34 %) 0,2 km² é água.

## Demografia
Segundo o censo de 2010, tinha 5750 pessoas residindo no município de Eaton. A densidade populacional era de 96,55 hab./km².